# Monti Mau

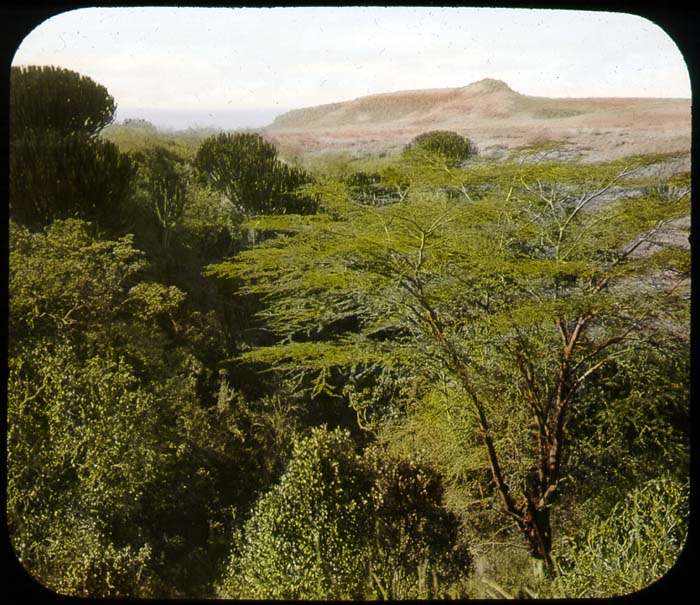
Mau Escarpment (foto del 1906)

I Monti Mau sono una catena montuosa del Kenya che formano il margine occidentale della Rift Valley, raggiungendo una altitudine di oltre 3.000 metri. Sono composti da sedimenti vulcanici terziari e ricevono grandi quantità di precipitazioni, hanno temperature moderate e terreni fertili. L'area fa parte di ciò che è considerato una riserva forestale indigena che costituisce il 2,4 percento dell'area forestale totale del paese.

## Geografia
I Monti Mau si trovano nel Kenya sud-occidentale. Essi costituiscono il margine occidentale della Rift Valley. Si estendono in direzione nord-sud per circa 125 km, da Eldama Ravine a Narok, e in direzione est-ovest da Nakuru a Kericho. Le montagne si ergono per oltre 1.000 m dal fondo della Rift Valley, raggiungendo una altezza di 3.098 m slm..
La parte orientale delle montagne forma una forte scarpata (Mau Escarpment) che scende bruscamente sul fondo della Rift Valley; la parte occidentale si estende verso ovest e sud-ovest e scende più dolcemente verso l'altopiano del Lago Vittoria. Le creste hanno pendenze medie tra 17 e 30°.
Il complesso dei monti Mau è il più grande dei cinque bacini idrici (chiamati water towers) del Kenya (le altre sono il Monte Kenya, i Monti Aberdare, Cherangani Hills e il Monte Elgon). Il complesso Mau forma il bacino superiore di quasi tutti i fiumi principali che scorrono sul lato ovest della Rift Valley, tra cui Nzoia, Yala, Nyando, Sondu, Mara, Ewaso Ngiro meridionale, Naishi, Makalia, Nderit, Njoro, Molo e Kerio. Attraverso questi fiumi, il complesso Mau alimenta i principali laghi della Rift Valley, tra cui Vittoria (Nzoia, Yala, Nyando, Sondu e Mara), Turkana (Kerio), Baringo (Molo), Nakuru (Njoro, Nderit, Makalia e Naishi) e Natron (Ewaso Ngiro), di cui tre (Vittoria, Turkana e Natron) sono laghi transfrontalieri.
I monti Mau si estendono in parte nelle contee di Nakuru, Narok, Kericho, Nandi e Uasin Gishu.

## Geologia
Le montagne sono composte da formazioni di lava di età terziaria risalenti alla metà del periodo Miocene nel nord; questi sono sovrastati dai recenti strati vulcanici quaternari nella parte meridionale. Sia gli strati vulcanici terziari che quelli quaternari sono principalmente di tipo alcalino, inclusi basalti, fonoliti, trachitici nefeliniche e rioliti alcaline e loro equivalenti piroclastici. Gli strati vulcanici quaternari sono esposti lungo la valle dei fiumi Ewaso Ngiro, Sondu e Mara e hanno uno spessore di circa 300 m mentre quelli terziari hanno uno spessore di circa 1000 m.

## Clima
Il clima dei monti Mau è influenzato dall'altitudine e dalla posizione tropicale. La posizione influenza i tipi di masse d'aria e l'effetto della zona di convergenza intertropicale che controlla le caratteristiche e la durata delle stagioni. La posizione tropicale implica anche che la durata delle more di luce e l'insolazione sono quasi costanti durante tutto l'anno. Le colline di Mau hanno un clima umido tropicale modificato secondo il sistema Koppen.
L’area è influenzata da tre diverse masse d’aria con intensità diverse: il vento di Harmattan, caldo e secco che domina il Kenya occidentale da novembre a marzo; il vento marittimo carico di umidità che soffia da sud-ovest che si snoda da aprile fino a ottobre; infine la massa d'aria calda proveniente dal Congo, che si sviluppa a seguito della penetrazione delle masse d'aria del sud-ovest attraverso l'Africa equatoriale, che portano aria instabile sulla regione del Lago Vittoria. Ad accompagnare le masse provenienti dal Congo sono le correnti convettive associate alle brezze del lago. Ciò provoca tempeste temporalesche sulle parti occidentali e meridionali dei monti Mau.
Da questi schemi meteorologici possono essere identificate diverse stagioni delle piogge caratteristiche dei monti in oggetto. Gli altopiani che si affacciano direttamente sul Lago Vittoria subiscono precipitazioni durante tutto l'anno, con il massimo in aprile e dicembre. Più a ovest dal lago Vittoria, l'aumento delle precipitazioni mensili e i massimi si verificano invece durante i mesi di aprile e agosto. Stagionalità aumenta verso sud (dicembre-maggio) verso est (marzo-maggio e ottobre-dicembre) e anche verso nord (marzo-settembre).
Le condizioni di temperatura dipendono dall'altitudine e dall'esposizione. La temperatura più bassa registrata è -2,2 °C, registrata a Chagaik Estate nel distretto di Kericho, ma le cime delle montagne diventano molto più fredde. La temperatura massima è di circa 18 °C. I pendii rivolti verso est sono più caldi e asciutti rispetto a quelli rivolti verso ovest..

## Flora
La foresta Mau, che si estende per circa 270.000 ettari sui monti Mau, costituisce il più grande ecosistema forestale a canopia chiusa del Kenya, e probabilmente il più grande blocco di foresta montana nell'Africa orientale.
La foresta è composta da sei sezioni principali: Mau orientale (66.000 ha), Mau occidentale (22.700 ha), Mau sud-occidentale (84.000 ha), Trans-Mara (34.400 ha), Ol Pusimoru (17.200 ha) e Maasai Mau  (46.000 ha).
La vegetazione dominante è costituita da Oldeania alpina. Altre specie presenti nelle zone meno disturbate sono: Olea capensis, Prunus africana e Podocarpus latifolius.